# Cyril Porter
Cyril Henry Atwell Porter (ur. 12 stycznia 1890 w Bridstow, zm. 16 stycznia 1964 w Callow) – brytyjski lekkoatleta (długodystansowiec), medalista olimpijski z 1912.

## Życiorys
Zdobył brązowy medal w biegu na 3000 metrów drużynowo na igrzyskach olimpijskich w 1912 w Sztokholmie. Konkurencja ta była rozgrywana według następujących reguł: w każdym z biegów brało udział po pięciu reprezentantów każdego z krajów. Pierwsi trzej zawodnicy z każdej reprezentacji byli zawodnikami punktowanymi, na zasadzie pierwsze miejsce = jeden punkt. Drużyna z najmniejszą liczbą punktów wygrywała. Drużyna brytyjska weszła do finału bez walki, ponieważ zgłosiło się tylko pięć zespołów, a rozegrano trzy biegi eliminacyjne. W finale zajęła 3. miejsce, a Porter indywidualnie był dziewiąty. Jego kolegami z drużyny byli: Joe Cottrill, George Hutson, Edward Owen i William Moore. Porter startował na tych igrzyskach również w biegu na 5000 metrów, w którym dostał się do finału, ale ukończył bieg finałowy poza czołową siódemką.
W 1912 przyjął święcenia kapłańskie. Od 1922 do emerytury był proboszczem w Ewyas Harold.